# ふじばす
株式会社ふじばすは、神奈川県横浜市に本社を置くバス会社。貸切バス事業を営む。

## 概要
- 設立　1974年（昭和49年）7月
- 資本金　10,000万円
- 事業内容　一般貸切旅客自動車運送事業（74東陸自1旅1第1765号）　大型・中型・小型・マイクロバスによる旅客運送

### 沿革
- 1974年 横浜市南区大岡にて設立
- 1980年 上永谷営業所開設
- 1992年 本社を港南区最戸に移転
- 2003年 東京営業所開設

## 営業所
- 本社営業所：横浜市港南区最戸1-3-6
- 上永谷営業所：横浜市港南区上永谷2-14-56
- 東京営業所：品川区勝島1-3-29

## 車両
日野自動車製の車両を中心に構成される。過去にはネオプラン製の車両も保有していた。
大型バスはJバス製で、一部は車椅子リフト付きである。51・53・55・60人乗りと、リフト付き車の29・33・37人乗りがある。
中型バスもJバス製が多く、27人乗りと28人乗りがある。
小型バスは、日野・リエッセ、三菱ふそう・ローザ、日産・シビリアンなどで、28人乗りである。また、リフト付きの14・17人乗りもある。

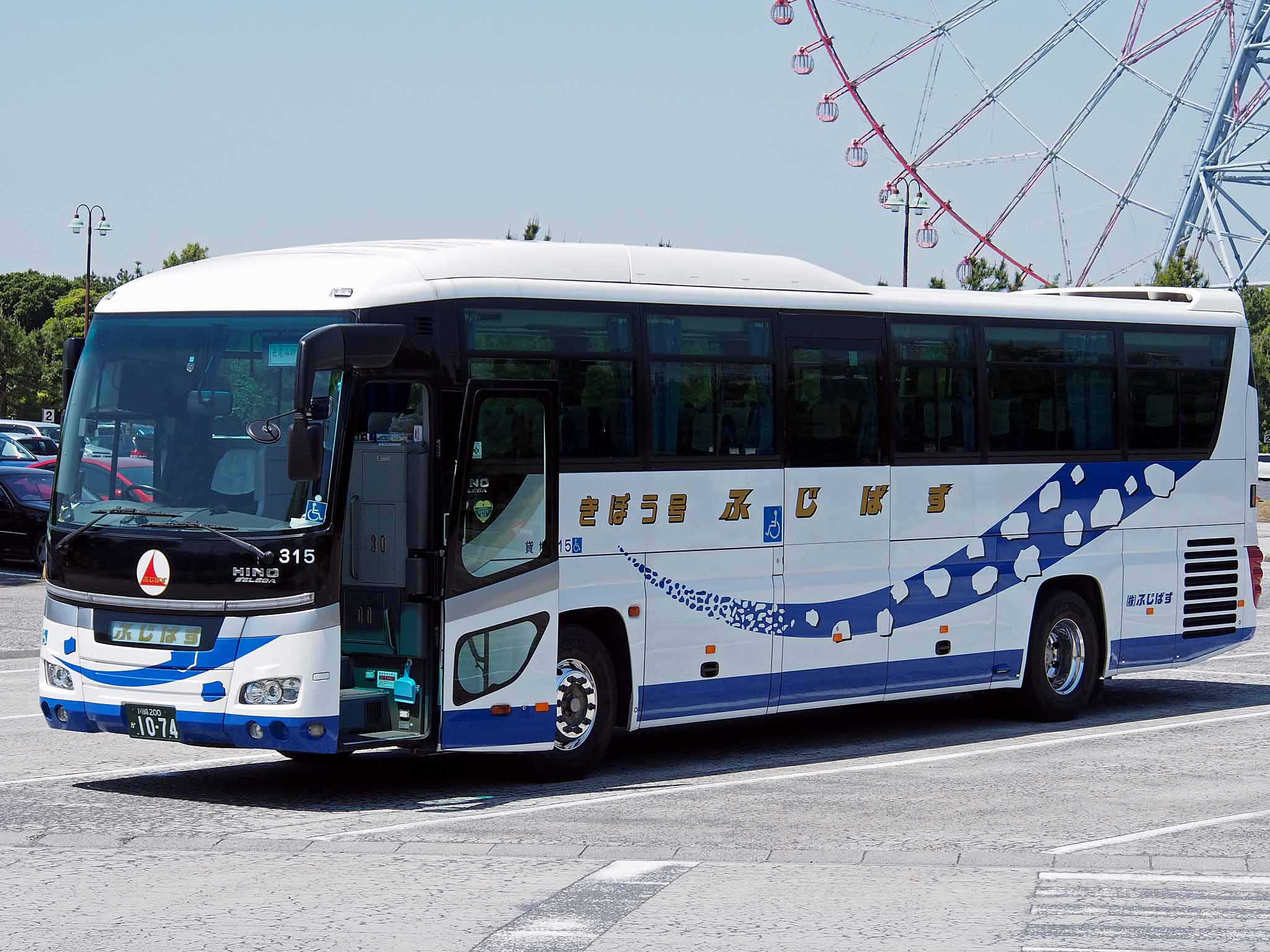
車椅子付きリフトバス（日野・セレガ）
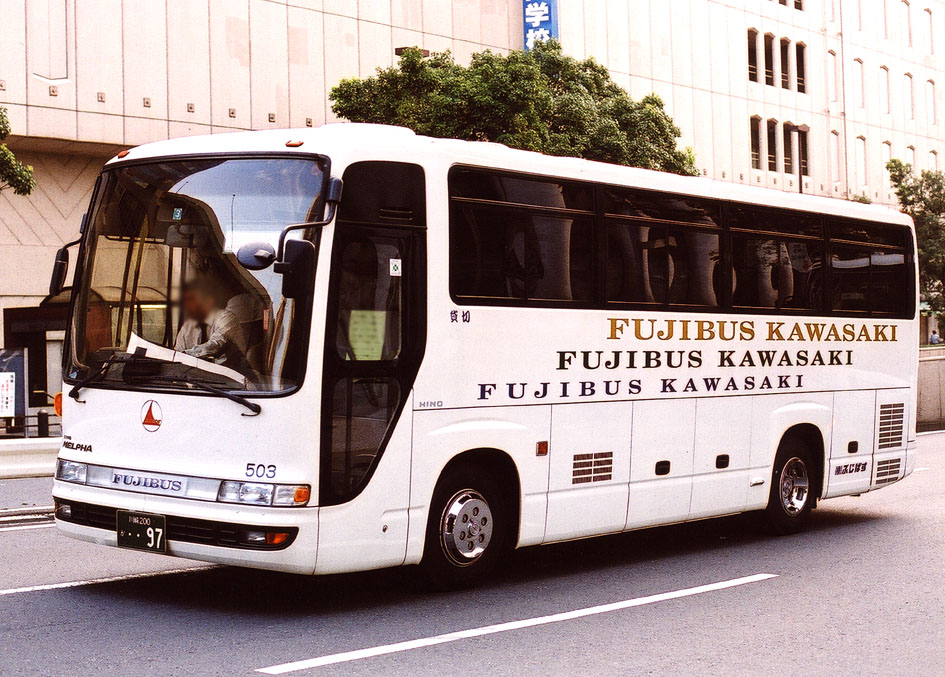
中型バス（日野・メルファ）
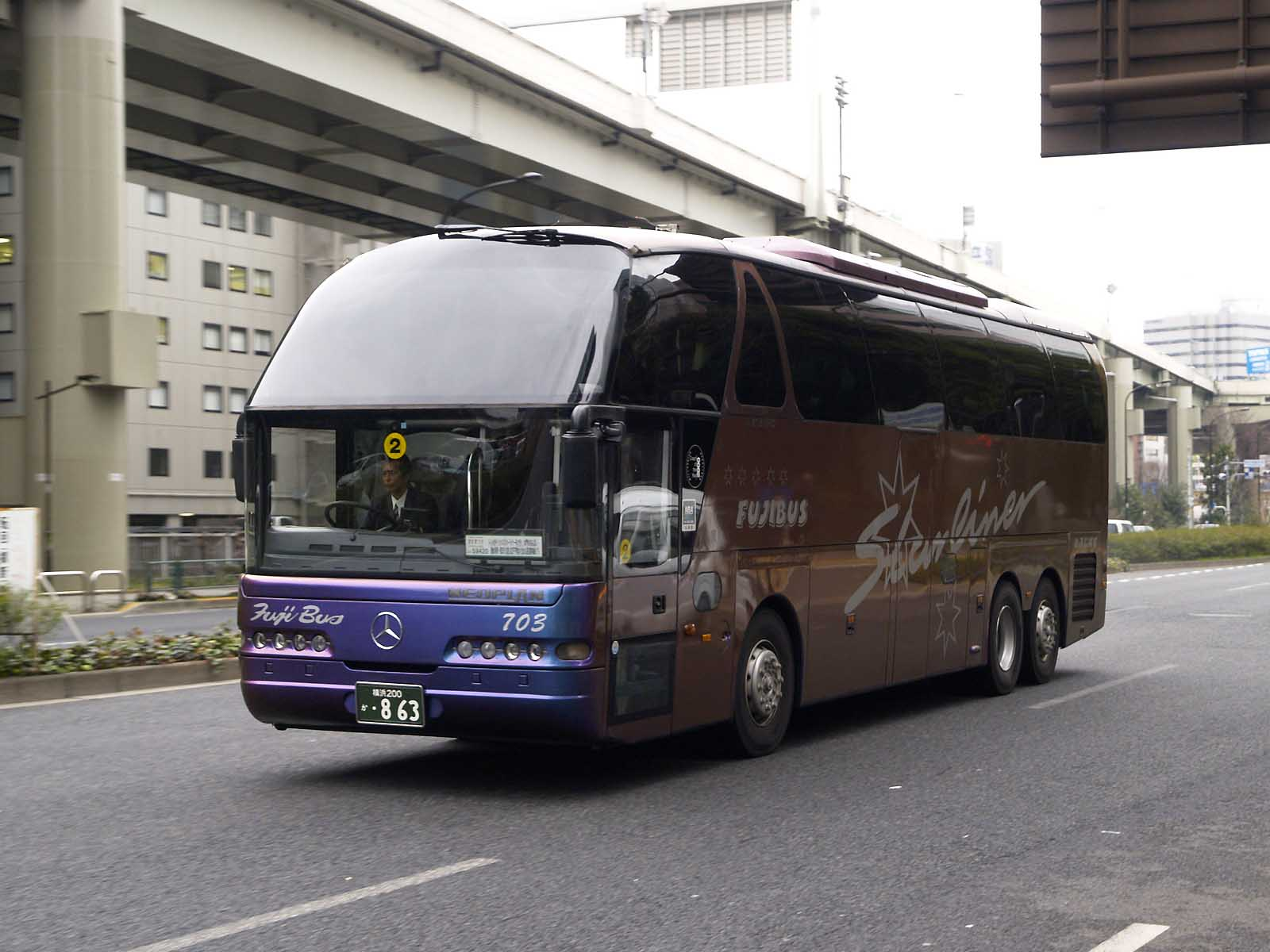
ネオプラン・スターライナー